# Камбоџа
Камбоџа (кмер. កម្ពុជា), или званично Краљевина Камбоџа (кмер. ព្រះរាជាណាចក្រកម្ពុជា; раније позната и као Кампућија) је држава у југоисточној Азији. На југозападу излази на Тајландски залив, део Јужног кинеског мора и Тихог океана. Граничи се на западу и северу са Тајландом, на северу са Лаосом а на истоку и југу са Вијетнамом.
Камбоџа је подељена на 24 провинције укључујући град Пном Пен као засебна област. Национална валута Камбоџе је камбоџански ријел, али је веома присутан и користи се амерички долар као валута.

## Географија
Камбоџа заузима површину од 181.035 km². Једна је од мањих азијских земаља, најмања је држава по површини и по броју становника у Југоисточној Азији у Индокини. На југу и југозападу излази на Тајландски залив, где има обалу која је претежно равна са пешчаним плажама и увалама и мањим острвима у Тајландском заливу која припадају Камбоџи. Земља је претежно равничарска и већи део земље је равница и долине реке Меконг са својим мањим притокама. Једине планине су на северу земље, тачније Данг Рек планински венац који је природна граница са Тајландом.

### Положај
Камбоџа се налази на самом југу Индокине, у ком пределу је и најмања земља. Државе са којима се граничи су: Лаос, Тајланд и Вијетнам, а на југу земља излази на Тајландски залив. Површина државе износи 181.035 km².

### Геологија и рељеф
Рељеф Камбоџе углавном је низијски, карактерисан централном алувијалном равни коју формира река Меконг, из које се постепено издвајају благо пошумљене прелазне равни. Севером државе протеже се формација од пешчара која се завршава стрмом литицом. Од Тајланда Камбоџу раздваја планина Дангрек, а на југозападу земље налазе се планински венци Краван и Дамреи (раније познате као Слоновске планине), које прекривају јужни, слабо насељен предео државе и одвајају га од саме обале, која је уско распрострањена и густо пошумљена. На овим венцима налази се и највиши врх Камбоџе, Пном Аурал, висок 1.774 метара. Земљиште у Камбоџи је поприлично сиромашно хумусом и непогодно за раст већине пољопривредних биљака, али се земља труди да га оплоди и обрађује га, пошто већи део становништва живи од пољопривреде. Јужна приобална регија која излази на Тајландски залив, заправо је уски низијски појас, добро пошумљен и слабо је насељен. изолиран од централне равнице због југозападних висоравни.

### Воде
Водена тела која карактеришу Камбоџу су река Меконг и језеро Тонле Сап, највеће језеро у Југоусточној Азији. Меконг је убедљиво највећа текућа вода у држави; настаје у далеким висоравнима Тибета те у Камбоџу улази на северу кроз Лаос где на граници формира Коне водопад. Протиче кроз источни део Камбоџе и овде се у њу уливају притоке Срепок, Конг и Сан, мање реке углавном настале у комшијском Вијетнаму или у, а спојена је и са западним Тонле Сапом реком Саб. Долина реке Меконг је најплоднија регија и око пет милиона људи зависи од пољопривреде и наводњавања. Током кишних периода, Меконгова огромна количина воде се прелива у Саб и самим тим у Тонле Сап, чију површину и количину воде знатно повећава; током сушних периода, дешава се обрнуто, и река Саб мења смер тока. Због ове појаве Тонле Сап се сматра највећим извором слатководне рибе на целом свету. Меконг на југу Камбоџе скреће у Вијетнам, где се убрзо излива у Јужно Кинеско море.

### Флора и фауна
Велики део Камбоџе прекривен је густим шумама. На планинама севера и југозапада могу се наћи четинари високи и до 30 метара, чији су доњи делови прекривени лијанама и густим популацијама палми и бамбуса, док се у мало нижим пределима налазе младе џунгле које достижу висине и до 45 метара. На обали, флора варира од густих, зимзелених шума до непробојних мангрова.
У овим пределима до скоријег времена, као и у остатку југоисточне Азије, живела је разна крупна дивљач, као што су слонови, носорози, дивљи волови, јелени, али је нагла промена њиховог станишта, углавном проузрокована људском руком, довела до истребљења или барем угрожавања већине ових врста. Ове промене станишта утичу лоше и на дивље предаторе као што су тигрови, леопарди, медведи, а и на друге мање сисаре, међу које се убрајају мајмуни и мање мачке. Змије отровнице у Камбоџи су нарочито опасне животиње; у овој земљи се могу наћи индијска кобра, раселова звечарка, па и чувена краљевска кобра. Од птица се често могу наћи ждралови, пеликани, вранци, фазани, и дивље патке.
Национална животиња Камбоџе је купри, дивље говече толико ретко да се до скоро није веровало ни да постоји.

### Клима
Преко целе територије Камбоџе преовладава тропска клима; монсунска у већини земље, то јест, клима сезонских киша, док су у приобаљу честе сталне кише током целе године. Монсуни у Камбоџи су активни од пролећног до средњег јесењег периода (од средине маја до октобра), током чега се искушавају тешке кише и висока влажност ваздуха. У другом делу године облачност је променљива, кише ређе и влажност ваздуха мања.
Температуре у Камбоџи су нарочито високе; најхладнији месец, јануар, има просечну температуру од 28 °C, док је у априлу очекивана температура чак 35 °C.
Камбоџу су 2001 и 2002. године погодиле јаке поплаве.

## Историја

### Праисторија
Истраживања већ неколико деценија указују да је Индокина на простору Камбоџе била поприлично културно развијена за временски период Плеистоцена. Могуће је да је овај предео први на свету који је култивисао пиринач. Није сигурно колико дуго људске цивилизације уопште живе у Камбоџи, али је постојање културе забележено од барем 4.000 година п. н. е. по налазима артефакта као што су глинени ћупови што Камбоџу и кмерску античку цивилизацију чини једном од најстаријих цивилизација у Азији и на свету. Претпоставља се да су ови људи били слични у начину живота данашњим Камбоџанима, бавили су се риболовом и сточарством водених бивола. У Камбоџи су нађени натписи на санскриту из 3. века н.е. што указује да индијска култура имала јак утицај на Камбоџу од давнина. У пећинама Камбоџе нађени су остаци лобања и костију прачовека неандерталца.

### Фунан и Ченла
Индијски и кинески трговци су у данашњу Камбоџу долазили ради продавања разне робе као што су дрво, зачини, слоновача и злато, и из њихових записа знамо да се од првог века па до средине шестог у целој јужној Индокини протезала држава Фунан, која је по уређењу, као и већина држава овог историјског периода, била монархија. Фунан је изгледа био веома централизована држава са теоретски свемоћним господарем на врху друштвене хијерархије. Први детаљни извештаји о постојању некакве сложеније, политичке структуре могу се пронаћи у кинеским текстовима који говоре о постојању Краљевства Фунан у периоду од I do VI века нове ере, о политичком ентитету који је обухватао територију Камбоџе и најјужније делове Индокинеског полуострва. Фунан остаје упамћен као најстарија регионална хиндуистичка култура. Творитељи ове државе били су преци данашњих Кмера. Најинтензивнији описи ове земље су од двојице кинеских дипломата који су долазили из краљевине Ву у 3. веку. До краја VI века, цивилизација која се у кинеским аналима назива Ченла или Џенла, је потпуно заменила Фунлан, контролишући веће делове територија и имајући централизовану власт. Кинези су нарочито описивали утицаје индијске културе на Фунан, наводећи тада урбани мит да је један индијски Браман при посети Фунану потпуно реформисао државно уређење по принципу индијских модела. Археолошки је познато да су од Индијаца Кмери преузели и иригациони систем у овом периоду. У шестом веку ова држава почиње да пропада, али због недостатка записа не знамо шта се конкретно десило.
У овом периоду (6. и 7. век) појављују се и први списи на кмерском језику, мада ради историјског разазнања нису веома корисни, јер не успевају довољно да објасне политичке промене у Фунану током његове пропасти. Фунан наслеђују барем две нове земље чија су имена непозната, али историчари користе тада кинески назив за Камбоџу, „Ченла”, и разазнају две земље као „Водена Ченла” и „Земљана Ченла” уз помоћ кинеских докумената. Изгледа да се Водена Ченла протезала око јужног тока реке Меконг и залазила делом у Вијетнам, док је Земљана Ченла лежала северније уз Ток Меконга, што закључујемо по културном налазишту Ват Фу које је данас у јужном Лаосу и вероватно био центар ове државе. Вероватно је да се економија Водене Ченле базирала на интензивној трговини док је Земљана Ченла била агрикултурална земља. Индијски спомени говоре о мноштву Камбоџанских држава на тлу данашње краљевине у периоду од седмог до деветог века, али не улазе у детаље о постојању ових земаља те се о њима и не говори.

### Успон и пад Кмерског царства (Ангкорске државе)
790. године појављује се млади камбоџански принц који за себе тврди да је потомак владара Фунана и за себе узима титулу Џајаварман II. Његов оригинални предео владавине био је источна Камбоџа, али је током своје владавине заузео многе територије уз ток реке Меконг и за себе евентуално узео титулу чакравартин (хиндуистички концепт владара света) а своје име променио у Парамесвара (буквално „врховни господар”). Изгледа да је владао из града у Куленским брдима. Иако се китио разним именима и титулама, археолошки налази не показују много свечаности и великих монумената из његовог периода, а они који су нађени изгледају брзо и неспретно направљени. Златно доба ове новонастале земље тек наилази.
Џајаварман је створио идеју камбоџанске (кампућеанске) државе овим подухватом. Као и у Европи, за трон Кмерског царства бориће се разне факције (свештенство, ривалне династије, чланови царске породице) и политичка моћ владара варирала је из периода у период. Крајем деветог века, главни град премештен је негде близу језера Тонле Сап. Краљ Индраварман I (877—890.) у овом месту саградио је многе храмове, укључујући и Баконг, што је први кмерски храм направљен искључиво од камена. Син Индравармана, Јасоварман преместио је главни град у место које ће касније постати Ангкор, што буквално значи „град”. Ангкор је постао изгубљен и заборављен у прашумама Камбоџе све до поновног открића од стране Француза током њиховог колонијалног присуства у Индокини, од кад постаје једна од најупечатљивијих грађевина света и симбол целе земље до мере да је главни мотив на њеној застави. Ерин Муо, откритељ овог древног града о њему је писао да је „величанственији од свега што су Грчка и Рим оставили иза себе”. У 11. веку, у држави се јавља политичка криза у којој су се два, па у неким тренуцима три човека борила за титулу чакравартина. Из овог конфликта, као победник је изашао Сурјаварман II, који је и заслужан за изградњу Ангкор Вата. Био је нарочито суров и империјалистички владар; Напао је државу Чампу, данас у централном Вијетнаму, и проширио границе у јужни и северни Тајланд. Покушао је освојити и Вијетнамску државу, која је тада била само север данашње земље, али та експедиција није била успешна.
Сурјавапмана наследио је Јасовраман II, који је владао од 1160. до 1166, када је збачен са власти од стране једног од његових официра након што се вратио из Тајланда. Принц Џајаварман VII је у овом периоду био у Чампи, и када је чуо шта се десило, брзо се вратио кући да се бори за трон. Кући је дошао прекасно; Чами су искористили кризу у Кмеру и напали га, окупирајући све до Ангкора. Џајаварман је после чак десет година успео да истера Чаме из Кмера и обнови династијску власт, процес који је коначно завршио 1191. Након овога почео је да гради многе пројекте, најскупље у историји средњовековног Кмера од којих су многи, заједно са Ангкор Ватом, симболи Камбоџе данас. По Џајавармановим списима, у овим пројектима учествовало је на стотине хиљада људи. Најпознатији од ових пројеката је Бајон, храм невероватних пропорција. Сам Џајаварман је био мајахана будиста, али је, као и његови претходници, био религијски толерантан према хиндуистима и другим сектама будизма. Упамћен је по својој дугој владавини; умро је 1220.
После његове смрти Кмер почиње нагло да пропада културно а полако и политички; мало храмова и грађевина уопште је направљено у овом периоду. Иако је Џајавармановим походом Чампа неутралисана као претња за Кмер, појављују се нове краљевине у Тајланду које су након одређеног периода успеле да потпуно збаце кмерску хегемонију. Ипак, током свега овога, Ангкор је остао велики град који је блистао од богатства. Импресионирао је кинеског дипломату Жуа Дагуана током његове посете 1296. У овом периоду теравадски будизам постаје заступљен у Кмеру, што многи историчари предвиђају је додатно подтукло политичку моћ земље. Таи су наставили своје нападе на Кмер и евентуално су направили своје утврђење близу данашњег Бангкока које су базирали на Ангкору. Убрзо је кмерска елита прешла у овај град, и Кмер као држава се потпуно повукао на југ данашње Камбоџе, изгубивши политичку моћ у потпуности. Мрачно доба или Средњи период је назив за период историје Камбоџе од пада Кмерског царства 1431. године до успоставе француског протектората 1863. године.

### Хегемонија Сијама и Вијетнама
У периоду пропасти Кмера (15. век) културни и политички центар Камбоџе се полако премешта ка југу, у њену данашњу позицију. Тајландска краљевина Ајутаја је држала чак и сам Ангкор до краја шеснаестог века. Тензије између Таја и Кмера су биле веома високе и иако су били у политичком миру, рат је увек био на ивици. У тренутку када је Ајутаја ослабила од ратова са Бурманским племенима, Камбоџа је успела да поврати Ангкор и почела га хитро обнављати. Може се слободно рећи да је ово задњи период успеха у кмерској историји, када је држава поново, махом на кратко, постала центар региона. Након опоравка Ајутаје, Тајланђани су били спремни за контра офанзиву, и 1590-их су упали у Камбоџу и опљачкали главни град, који је тада био Ловек, северно од данашње престонице. Ова офанзива је потпуно разорила сву политичку моћ коју је Камбоџа имала, а наредни владари нису помогли ситуацији; углавном неспособни и слаби у сопственој земљи, са спољном политиком нису имали ни мало више среће, ослањајући се на Сијам (Тајланд) и Вијетнам, нове регионалне силе, за заштиту и уопште опстанак своје земље. Ово је ограничавало суверенитет Камбоџе, и чудо је што је држава уопште опстала, чак и у овом квази-независном облику; опстанак се уопште може преписати заузетости две већ споменуте силе са другим, битнијим проблемима.

#### Сијамско-вијетнамски рат
Како су Сијам, Вијетнам и Камбоџа постали једине државе у Индокини, а Камбоџа скакала из једне интересне сфере у другу, рат између две силе у Камбоџи био је неизбежан. Сијамци су као свог вазала на трон поставили краља Енга, уз то да Енг Сијаму преда пограничне територије. Енг је владао кратко, и на трон Камбоџе дошао је његов син, Чан II. Чанова браћа су била незадовољна својом позицијом у држави и тражили су додатну моћ, па чак и трон од Чана, због чега је он затражио помоћ од Нгујена, династије која је тада владала Вијетнамом, док су Сијамци подржали Чанову браћу. У овом периоду није било војног конфликта између две силе, то јест, све док Чан није умро 1835. Вијетнамци су успели да на трон ставе безмоћну принцезу Меи, и самим тим завладају већином Камбоџе. Ово је трајало до 1841. када се Чанов брат, Дуонг, вратио из Бангкока у Камбоџу подржан Сијамском војском. Рат је тим отпочео и трајао је све до 1848, када су Вијетнамци коначно пристали да повуку своју војску из земље, тиме враћајући Камбоџу под хегемонију Сијама. Политичка ситуација у Камбоџи је остала јако нестабилна, и Дуонгов син, Нородом, није успео ни да се крунише.

### Модерна историја

#### Француска колонијална власт и период окупације за време Другог светског рата
Французи су у Индокину ушли с циљем окупације Вијетнама; Камбоџа им уопште није била у плану. Тек када су схватили претњу Британаца и Сијама за њихове позиције око Меконга, чији тачан ток у ово време није био познат Европљанима, су почели операције у Камбоџи. Нородом је пристао, под притиском француских официра у Вијетнаму, да потпише уговор којим би Камбоџа постала протекторат француске 1863. Наредне године је коначно крунисан за краља Камбоџе. Француска власт је у почетку била веома либерална, и Нородом је веома профитирао од овога, јер су Французи помагали у гушењу побуна. Међутим, 1870-их Французи врше све већи и већи притисак на унутрашњу политику Камбоџе. Нородом се опирао овим реформама до мере да су га Французи натерали да 1884. под нишаном потпише уговор којим се Камбоџи одузимају скоро све политичке слободе, и она од тада ефективно постаје колонија и део Француске Индокине. Овај уговор је прошао још горе са народом, нарочито са официрима, и отворена побуна против колонијалне власти. Рат против Француза се окончао 1886, и био је задња побуна против француске власти до краја Другог светског рата. Камбоџани су технички победили рат, и Французи су им дали одређене привилегије, али елита се све више ослањала на француску власт, а краљево лоше здравље је нарушило империјални ауторитет. Нородом је умро 1904, и наследио га је син Сисоват, који је био много наклоњенији француској власти. За његово време Камбоџи су враћене пограничне територије које је узео Сијам када су поставили Енга на власт. Сисоват није имао много снаге у земљи, и титула краља је постала више симболичка него административна у својој природи. Сисоват је владао 23 године до 1927, за које време се дешавала блага модернизација земље, наиме изградња модерних путева. Модернизација се наставља са Сисоватовим наследником Монивонгом, који је владао до 1941. и за чије време је завршена прва пруга у Камбоџи и изашле прве новине на кмерском језику (Нагара Вата).
Године 1941. Јапанско царство започиње своју кампању у југоисточној Азији и окупира Француску Индокину, укључујући и Камбоџу до 1945. године. Француски колонисти су и даље остали у управној власти у Индокини, иако је она пала под власт Јапана, и за Монивонговог наследника су изабрали његовог унука Нородома Синахука, који је тад имао 18 година и Французима служио као марионета. Међутим, Јапанци су француску администрацију из индокине избацили маја 1945, и Камбоџа је под притиском Јапана прогласила независност. Ово није дуго трајало, те се завршетком Другог светског рата Французи враћају у Камбоџу, установљавају своју власт и хапсе националистичке политичаре.

### Независност
Камбоџа је стекла независност од Француза 1953. године, када је на власти био краљ Нородом Сиханук. Након скоро једног века француске колонијалне хибернације и власти, јапанске окупације током Другог светског рата када је фигурирала као пројапанска марионетска држава, али Кмери као народ Камбоџе, нису много страдали од Јапанаца у периоду од 1941. до 1945. године, Камбоџа је коначно успела да стекне своју независност и да има своју државу и потпуну власт и од 1945. променила име у Кампучија. Ескалација Вијетнамског рата, који је трајао од 1955. до 1975. године, доводила је до све већег уплитања Камбоџе која се годинама борила да остане неутрална између две највеће светске силе тог доба Хладног рата, САДа и Совјетског Савеза. Све веће нежељено уплитање Камбоџе за последицу је имало два догађаја, оснивање Кмерске републике 1970. године с којом је на челу државе тадашње био Лон Нол и која је трајала до доласка Пола Пота и Црвених Кмера 1975. године. и Грађански рат у Камбоџи између Кампућије и Северног комунистичког Вијетнама као и Вијетконг и Кмерске републике коју су подржавале САД и Јужни Вијетнам. Црвени Кмери и њихова Кампућија су изашли као незаслужени победници, што је после 1975. довело до великог геноцида у Камбоџи у коме су Црвени Кмери одузели два милиона живота свог сопственог народа Кмера, Камбоџанаца. За време Грађанског рата у Камбоџи током 1973. и 1974. америчке војне ваздушне трупе САДа, су напале, бомбардовале Пном Пен и бацали су бомбе по селима на северу Камбоџе, као и нагазне мине у земљи, којих у Камбоџи има на стотине и данас.

#### Комунистички режим
Некадашњи премијер Камбоџе Пол Пот, је био лидер и вођа, као и један од оснивача Црвених Кмера. Под његовим режимом од 1975. до 1979. године, Кмери су мучили, убијали, терали људе на принудни рад на данашњим Пољима смрти. Настрадало је и убијено више од милион, а према неким подацима и до два милиона људи. 1975. године, Црвени Кмери су окупирали престоницу Камбоџе, Пном Пен, тако што су наредили, натерали више од милион становника Пном Пена, да напусте град, јер су им рекли да ће америчке војне трупе и војска САД, да изврше војну инвазију, што је грађанима већ било познато, пошто су Американци бацили бомбе на град. У напуштеној школи у Пном Пену, мучени су били и убијани политички осуђеници и њихове жене и деца. Милион људи је под вођством Црвених Кмера отишло у унутрашњост земље на Поља смрти, где су касније били мучени и готово сви убијени или су умрли од глади. Војне трупе северног Вијетнама су напале 1978. године Црвене Кмере у Камбоџанско−вијетнамском рату и ослободили народ Камбоџе. Данас се у Камбоџи могу наћи старе нагазне војне мине и бомбе, као и остаци лобања, костију и зуба убијених мушкараца, жена и деце у крвавом геноциду и режиму Црвених Кмера.

#### Савремена историја
Камбоџа је почетком 1990. године, почела да спроводи економске реформе, земља која је и данас поприлично сиромашна, је била очишћена од дроге и криминала. 1993. године на власт долазе премијер Хун Сен и лидер Народне партије Камбоџе, 1997. године, дошло је до пуча прилико којег је отеран краљ Нородом Сиханук, касније ће његов син Сихамони постати краљ 2004 године. Камбоџа се данас труди да никада не заборави на сурову и ужасну комунистичку прошлост и више од милион жртава који су невино страдали. Изграђена је нова инфраструктура и обновљена је и поново изграђена престоница Пном Пен. Краљ Камбоџе који је на челу државе од 2004. године је Нородом Сихамони, који само " фигурира " као краљ, док извршну власт у земљи има премијер Хун Сен.

## Становништво

### Етничке и религијске групе
Кмери су једини конститутивни народ Камбоџе; ова земља је њихова нација, те није ни чудо што чине већину популације (90—93% становништва). Из овог податка се јасно види да је Камбоџа етнички хомогена земља. Постоји мноштво националних мањина у Камбоџи, али су њихове популације толико мале да се често колективно називају „Брдски Кмери” и ни не појављују на пописима (укупно их је око 100.000). Две многољудније националне мањине су Чами и Вијетнамци. Чами су народ који има велику историју и у Камбоџи и Вијетнаму, међутим у овој другој се њихов идентитет скоро потпуно изгубио. У Камбоџи чине 0,8-1% популације са око 250.000 људи. Вијетнамаца је много више (750.000) и они чине 4% популације.
Званични и најраспрострањенији језик је кмерски језик из аустроазијске језичке породице. Француски језик је некада био главни језик споразумевања и образовања у Индокини. Данас га разумеју старији људи, док је због великог броја туриста сада међу младима популарнији енглески.
Доминатна религија је теравадски будизам, који је најзаступљенији у Кмерској популацији (93%). Дошао је у Камбоџу у 13. веку са Шри Ланке. Чами већински прате ислам, док Вијетнамци највише припадају католичкој цркви и другим мањим религијским покретима. Протестантизам се у скорије време појављује са урбаном популацијом и чини 2% свих вероисповести.

### Социологија
Камбоџа је увек била изразито рурална земља; већина популације живи у насељима са мање од десет хиљада становника. До 1970-их људи су живели већином у селима од око 300 људи, распрострањених по централној низији и близу реке Меконг, организовани у мале породичне заједнице. Ова села су била у заједницама са другим малим селима, које би често обједињавао један будистички храм (ват). Начин живота се драстично променио доласком комуниста на власт, који су спровели колективизацију и расељавали сељаке у места веће популације. Иако је овај процес заустављен 1980-их, већина људи се нису вратили својим старим животима. По студији из 2013, око три четвртине Камбоџанаца живи у селима.
Урбана популација је већином концентрисана око Пном Пена, главног града, који је утемељен на ушћу Меконга. Пре комунистичког режима, град је имао 500 хиљада људи, али је популација нагло порасла на два милиона због избеглица. После овог периода, град је виртуелно напуштен, али је доживео препород 1979. и од тада му константно расте популација. Данас има око 1.500.000 становника, док су други градови у земљи, као што су Та Кмау, Бат Дамбанг и Сисофон драстично мањи.
Већина Камбоџанаца живи у плодним плавним равницама око реке Меконг и језера Тонле Сап. Годишњи раст становништва износи преко 2% (стање 2003).

## Привреда
Главне привредне активности су пољопривреда, туризам и производња одеће и обуће. Камбоџа је у двадесетогодишњем грађанском рату изгубила велик део инфраструктуре, а становништво је, посебно рурално, врло слабо образовано што успорава привредни и економски развој. Камбоџа извози пиринач, чај, дуван, дрво, банане, кафу, шећер, какао, кокос, бамбус, каучук, јуту, рибу, месо, пластику, злато, ауто делове, играчке, тропско воће итд. БДП је у 2003. био 1.900 УСД по глави становника (изражено у ППП-у). Земља од 1990. године до данас активно спроводи економске реформе, бележи економски раст сваке године који је виши од 7 одсто годишње. Велики број директних страних инвестиција из Кине, Вијетнама, Тајланда, Јужне Кореје, Индонезије, Јапана, али и у много мањој мери од САД и Аустралије веома су позитивно утицали на привредни, економски раст и развој Камбоџе. Туризам се развија последњих двадесет година на обали Тајландског залива, где су настала мала летовалишта од рибарских села.

### Саобраћај
Саобраћај у Камбоџи је слабо развијен, поготову друмски саобраћај, путеви у унутрашњости и по селима нису асфалтирани. Пном Пен са околином има најразвијенији друмски саобраћај у земљи. Речни саобраћај је развијен на реци Меконг, где се становништво бави риболовом.

## Култура
Национални празници Камбоџе су 9. новембар, дан када је 1953. принц Нородом Сиханук прогласио независност Камбоџе и Камбоџанска или кмерска Нова година која траје од 14. до 16. или од 13. до 15. априла, у зависности од будистичког календара. Данас се у Камбоџи обележава пуно културних манифестација и фестивала, као што је Водени фестивал, који се слави и у другим суседним земљама као у Лаосу, Тајланду и у Вијетнаму. Кинези као етничка мањина славе Кинеску Нову годину. Након кмерске Нове године, следи празник који траје 15 дана и људи у Камбоџи иду на одморе и церемонијално посећују храмове, Ватове тј. светилишта и пагоде, дају поклоне будистичким монасима као и својим члановима породице. Затим се организује празник у којем је главна манифестација и церемонија да се организују трке на волима, јер сматрају да то доноси срећу и храброст, као турнири у којима се организује рвање као и Краљевска церемонија сејања у којој краљ учествује, где во вуче дрвени плуг и тиме почиње званично почетак обраде земље и сејања, с циљем да на крају године буде велика и успешна жетва и пољопривредна година буде што плоднија и успешнија. Фестивали на реци Меконг, обичаји којима се одаје почаст мртвима и живима. Славе и прославе, као и вашари, на којима се пече речна риба и роштиљ. Култура Камбоџе је традиционална и хијерархијска, старији људи уживају посебно поштовање.
Историјски посматрано, култура Камбоџе је таква да је богата и разнолика, многи фактори су утицали на развоју и формирању камбоџанске културе. Иницијални утицаји су видљиви и присутни, долазили су од теравадског будизма и хиндуизма, док је посебан утицај на културу имала античка архитектура и култура Ангкора. Ангкорска култура је толико утицајна и значајна да се облик и габарити Ангкор Вата налазе на застави Камбоџе. У 19. веку, доласком Француза 1863. и француске колонијалне владавине над Камбоџом, све до независности 1953. године, француска колонијална архитектура, стамбене зграде у француском европском стилу су видљиве и мали булевари налик на француске у престоници Пном Пен. У 21. веку и крајем деведесетих година двадесетог века видљиви су ефекти глобализације и утицаја Америке тј. Запада. Изграђене су нове модерне зграде и пословне зграде, град Пном Пен се скроз опоравио, средио и очистио, наизглед су нестали трагови и ожиљци за време режима Црвених Кмера и њиховог крвавог геноцида између 1975. и 1979 године. Култура Камбоџе не укључује само културне обичаје и оставштину етничке већине у низијском пределу земље, већ и културу двадесетак племена познатих као Планински Кмери, који насељавају планине на северу Камбоџе, што је назив који им је сковао бивши краљ Камбоџе Нородом Сиханук, да подстакне једнакост и јединство између између становника Кмера, који живе у низијским и планинским подручјима на југу и северу земље. Присутан је мањи утицај културе Тајланда и видљив је на традиционалном плесу и одећи, у храни тј. кухињи Камбоџе као и у краљевској архитектури у Пном Пену, има сличности.
Најранији записи Камбоџанске историје су записани на палминим листовима, књиге од палминих листова најстарије добро сачуване и нађене, садрже белешке о кмерским легендама, Реамкер, који је камбоџанска верзија Рамајане, приче о настанку будизма и други текстови. Како би се заштитиле од влаге и тропске климе, те књиге се умотавају у платно. Камбоџанска књижевност се дели генерално на писану, јер она која је била усмено, није успела да се пренесе и прича са сваког колена тј. генерације на друго колено и да потраје вековима, да се сачува усмено, у говору у духу народа. Писана књижевност Камбоџе је настала на двори у краљевској палати и у будистичким храмовима и нешто сачуване усмене, која се у форми легенди сачувала некако и пренела на сваку генерацију. Краљ Анг Дуонг који је био краљ Камбоџе од 1841. до 1860. године, кога је наследио син Нородом, један је од најзначајнијих представника дворске кмерске камбоџанске књижевности. Написао је неколико романа на кмерском књижевном језику током 19. века и из тог периода књижевности датирају и Камбоџанске краљевске хронике, важни историјски текстови који говоре о камбоџанској историји од 1830. године до почетка 16. века. Период француске колонизације је утицао на развој и модернизацију камбоџанске књижевности, у школама се учио француски језик и проучавали француска књижевност и сви учени људи су знали француски језик, који се и данас учи као страни језик у школама.
Камбоџански писац Рим Кин се сматра „оцем” и оснивачем модерне камбоџанске књижевности. Рођен 1911, а умро је 1959. године, Рим Кин је током живота написао доста романа као што су „Софата”, а покренуо је и први недељник. У време суровог и крвавог режима Црвених Кмера, камбоџанска књижевност је доживела велику стагнацију, због убиства и прогона интелектуалаца и књижевника, иста доживела велики пад и мрачно комунистичко доба. Многи књижевници, писци и новинари су били само неке од два милиона жртава Црвених Кмера између 1975. и 1979. године. Црвени Кмери су снимили своје пропагандне филмове, уличне плакате и рекламе. Усмена књижевност богата кмерским легендама и причама из кмерског фолклора које су се иницијално преносиле усменом предајом, а тек су у 19. и 20. веку добиле своје писане записе су била подлога за савремену камбоџанску књижевност у последњих 30 година. Међу познатијим легендама су она о из кмерског фолклора о браћи Ворвонгу и Сорвонгу, двојици кмерских принчева, који након што су изгубили углед, морају одрадити серију искушења како би га поново стекли, те она о браћи Преах Коу и Преах Кеу, која је изразито популарна међу народом. Иако је Пном Пен као савремени урбани центар осетио талас модернизације и глобализације, рурални делови земље и села у којима неретко нема ни струје и асфалтираних путева и текуће воде и канализације, него се пије вода са бунара, села су задржала и данас елементе кмерске културе развијене још током Кмерског царства, а које су посебно видљиве на одећи где се на селима носи парео и мараме, као и у храни и плесу. Управо је плес једн аод најупечатљивијих одлика савремене камбоџанске културе, а дели се на три врсте, на кмерски класични плес, народни плес и друштвени плесови. Кмерски класични плес, за којег већина сматра да је настао у време Ангкора, који има пуно сличности са тајландским традиционалним сијамским плесом, је стилизовани перформанс који плешу и мушкарци и жене у традиционалној ношњи костиму сампот и сабаи од свиле, са златним накитом око врата, минђушама, филигран и дебелим наруквицама и на ногама наногвице, док на глави плесачице носе од злата тешке као налик на круну украсе. Службени назив ансамбла који изведи плес је „Краљевски балет Камбоџе” и плес се изводи уз пратеће вокале који певају на кмерском језику уз пратњу пинпеат ансамбла. Његова примена је церемонијална, али и ужитак приликом презентација прича из кмерског фолклора и прилико краљевских банкета и ручкова.
Народни плес, који се углавном изводи уз махори музику, слави различите културолошке и етничке скупине Камбоџе. Руралног је порекла и знатно световнији у свом приступу, народни плесови су неформални и мање стилизовани у односу на класични плес. Друштвени плесови су углавном присутни током банкета и сличних социјалних окупљања, међу исте убрајају се народни плесови ромвонг, ромкбач, сараван и лам леав, али и запади плесови попут болера, медисон и ча − ча. Музика Камбоџе је поред плеса, важан део камбоџанске културе. Музика се дели на традиционалну и модерну. Традиционални музички облици датирају из Кмерског царства, те су често били извођени уз плесове, пример тога је махори музика, која се изводила и данас се изводи уз краљевски плес аспару. Рурални облици музике су чапеи, који се састојао од А капела певања и у пратњи гитаре, и а јаи, који је заправо облик песништва. Поп музика је почела развијати се шездесетих година 20. века., а била је на врхунцу шездесетих и седамдесетих година до 1975. године. Уз стандардно коришћена западних стилова, по узору на Битлсе, Ненси Синатру и Шер, честе су биле комбинације и миксови традиционалне музике са савременим западним тенденцијама. Најпознатији камбоџански певачи Син Сисамоутх и Рос Сереј Сотеа који су певали и наступали током 1960-их и 1970-их су били сматрани пионирима камбоџанске поп музике. Они су као и велики број поп певача су убијени током режима Црвених Кмера, што је за последицу имало до великог опадања музичке продукције, све до краја осамдесетих када се ситуација у земљи мало средила и очистила од ужасног хаоса и хорора, геноцида који су починили и направили Црвени Кмери. Црвени Кмери су уништили велики број плоча и касета албума и песама певача.
Син Сисамоутх, који је био „Краљ кмерске музике” и пионир камбоџанске поп музике, био је рођен 1932. године, поред тога што је био певач, био је и лекар, године 1970. се приклонио режиму Лона Нола и Кмерске републике. 1975. године, убрзо је постао мета Црвених Кмера, који су га послали на Поља смрти, јер је био певач, лекар и политичка присталица тада бившег режима, све три одлике мрске новој власти, погубљен је брутално 1976, убијен без имало милости. Постоји анегдота да је пре убиства отпевао своју омиљену песму, али крвницима бездушним је било свеједно, дали му три минута да отпева песму и свеједно га убили. Певачица Рос Сереј Сотеа је нестала за време режима Црвених Кмера, била је неподобна за њихов режим, умрла је 1977. године, а начин на који је нестала или да ли је убијена или умрла од глади и данас је након 40 година мистерија. Нородом Сиханук ју је назвао " Краљицом златног гласа ". Многи глумци, тачније глумице су или били убијени као Вичара Дани или су побегли некако у Француску заједно као нпр. Вирак Дара са својим мужем. Медији у Камбоџи за време суровог и језивог режима Црвених Кмера нису ни постојали. Телевизија је била забрањена, новине нису постојале и нису се уопште штампале, постојао је само радио и радио везе које су само они који су били срећни и који су се крили од Црвених Кмера, могли да ухвате које радио сигнале и станице.
Камбоџански новинар Дит Пран рођен 1942. године, а умро 2006. године је био један од људи који су успели да побегну, да преживи хорор, ужас и да не буде убијен од Црвених Кмера у Тајланд, па затим емигрирао у САД. Његову животну причу обрадио је амерички новинар Сидни Шанберг, а иста је награђивана у играном филму „Поља смрти”, његов лик у филму је тумачио лекар Хаинг Сомнанг Нгор, лекар који је такође преживео терор и ужас режима и геноцида Пола Пота и побегао из земље, као новинар причао је енглески и француски језик. Почетком 1970 их година амерички новинар Сидни Шанберг из Њујорк тајмса, радио је као страни дописник у Камбоџи и у његовом тиму је био био и Дит Пран, који је био новинар и фоторепортер и преводилац за кмерски језик 1975. године када су дошли Црвени Кмери, сви странци и страни новинари су морали да напусте земљу, што је Шанберг урадио, а Дит није. Убрзо је од стране Црвених Кмера одведен на присилни рад и тортуру, што је трајало 4 године, пре доласка вијетнамских војних снага. Успео је да побегне из логора, али оно што га је задесило на путу од 40 km до границе са Тајландом и оно што је видео ће памтити читавог живота и имати кошмаре. Стотине хиљада костију, лобања убијених жртава и мирис крви и старе поцепане старе одеће и оно што ће он назвати „поља смрти”. Тројица његове браће и сестара су били убијени, а када се касније вратио у родни град сазнао да је још 50 чланова његове породице побијено. У Тајланду се нашао са Шанбергом с којим је отпутовао у САД. Медији су се полако почели враћати у Камбоџу након 1980. године, прво телевизија, а затим новине и други обавештајни медији, жута штампа и модни магазини су се појавили у Камбоџи тек деведесетих. Интернет се појавио први пут 1998. године. Препород камбоџанске музике је наступио тек крајем осамдесетих година, као и 1990.их година. Филмска индустрија и историја филма у Камбоџи се сматра да је започета током педесетих година 20. века, камбоџански краљ Нородом Сиханук је био страствени обожавалац филма и волео је да снима кућне филмове. Први велики филм на кмерском језику је снимљен 1930. године. Шездесете године 20. века се сматрају „ златним добом” камбоџанске филмске индустрије. Након пада режима Црвених Кмера, велика конкуренција од стране телевизије и страних америчких и француских филмова, представљало је и представља проблем на тада довољно оштећену филмску индустрију.
У последњих 15 година филмска индустрија је у великом развоју и сними се знатни број филмова од неких 100 наслова годишње. Анџелина Џоли је режирала филм „Прво су убили мог оца” из 2017. године, снимљен у Камбоџи. Филм је екранизација романа истоименог назива, камбоџанског писца и борца за људска права Лоунг Унг, која је роман написала 2000. године, рођена је 1970. године и која је као девојчица преживела логоре и „радничка” поља и Поља смрти под управом и диктатуром Црвених Кмера и Пола Пота. Лоунг Унг данас и већ више од 30 година живи у САД, у своју родну Камбоџу долази често и посећује своју родну земљу. Путује широм света и указује на проблеме са којима се суочавала Камбоџа, као и страхоте које је она преживела, када је као дете прелазила из једног логора у други, све до мучења деце и убистава које је видела својим очима, па све до периода када је била дете избеглица у Тајланду и отишла на крају и емигрирала у САД. Упућује на данашње проблеме са којима се Камбоџа и данас суочава, од мина до бомби, које су преостале из периода инвазије САД на Камбоџу. Најавила је да ће завршити писање два нова романа. Филмска индустрија Камбоџе је релативно мала, због малог тржишта и кмерског говорног подручја. Камбоџански филмови су учествовали на међународним филмским фестивалима у Кану и Венецији. Хаинг Сомнанг Нгор је 1985. године освојио Оскара 1985. године, за своју споредну улогу у филму „Поља смрти”. Он је трагично убијен у САД, где је живео годинама и имао стечено америчко држављанство. Године 1999. убиство камбоџанске балерине и глумице Писит Пилика, која је била поштована и вољена у Камбоџи, био је злочин који је потресао камбоџанску јавност. Познати глумци данашњице су Свенг Сочеата, која је глумила у филму Анђелине Џоли „Прво су убили мог оца” у Камбоџи, Кео Пич Писеј и друге глумице. Краљевска палата у Пном Пену, садржи драгоцене и сачуване реликвије и статуе, као и краљевску одећу и накит, која је успела некако да остане сачувана и нетакнута од Црвених Кмера, који су спалили доста слика, статуа, покрали доста злата, оштетили и демолирали фасаде и храмове из периода Кмерског царства. Ангкор Ват на срећу велику, није био знатно оштећен од стране Црвених Кмера, за време њиховог режима. Реликвије, статуе, злато и накит, који су били закопани и сакривени и успели су да остану сачувани од Црвених Кмера, су били пронађени, а неки и враћени, који су били украдени. Многе земље попут Кине, Индије, Јапана и Француске су учествовале са њиховим археолозима на рестаурацији и изградњи запуштених делова Ангкора Вата.

### Кулинарство
Камбоџанска кухиња се базира на пиринчу, риби и поврћу. Слична је тајландској, али је мање љута. Многа јела се зачињавају сосом или пастом од рибе. Млеко од кокоса је важно као прилог и основа за неке посластице. Приметни су страни утицаји попут индијског карија и кинеских резанаца.
У делти Меконга специјалитет су, поред рибе, и печене змије. У пољима пиринча око ове реке живи велики број неотровних врста змија које се користе у исхрани.

### Спорт
Омиљени спортови у Камбоџи су фудбал, трке чамаца и борилачки спортови (варијанте бокса и рвања).